# Вильерс, Мэри, графиня Бекингем
Мэри Вильерс, урождённая Мэри Бомонт (англ. Mary Villiers, née Beaumont, приблизительно 1570 — 19 апреля 1632) — английская аристократка, графиня Бекингем в своём праве (suo jure) с 1618 года, известная в первую очередь как мать Джорджа Вильерса, 1-го герцога Бекингема.

## Биография
Мэри Бомонт родилась приблизительно в 1570 году в семье Энтони Бомонта из Гленфилда, Лестершир, потомка баронов Бомонт, и его жены Энн Армстронг. Она стала женой сэра Джорджа Вильерса, которому родила четырёх детей. Это были:
- Сьюзен (1583—1651), жена Уильяма Филдинга, 1-го графа Денби[2];
- Джон (приблизительно 1590—1658), 1-й виконт Пурбек;
- Джордж (1592—1628), 1-й герцог Бекингем;
- Кристофер (приблизительно 1593—1630), 1-й граф Англси[3][4].

В 1606 году Мэри Вильерс овдовела. В том же году она вышла замуж во второй раз, за сэра Уильяма Рейнера из Ортона, а позже — в третий, за сэра Томаса Комптона, младшего сына 1-го барона Комптона. Все свои надежды леди Вильерс связывала со средним сыном, Джорджем. При крайней скудости средств она нашла деньги на французское образование для Джорджа, а потом на придворную жизнь. Благодаря её усилиям Джордж стал фаворитом короля Якова I, и это обеспечило возвышение для всей семьи.
В 1618 году леди Вильерс стала графиней Бекингем в своём праве (suo jure). Её сыновья в последующие годы тоже получили высокие титулы. В 1623 году графиня обеспечила Джорджу выгодный брак с баронессой де Рос, которую считали самой богатой невестой в Англии; ходили слухи, что она намеренно скомпрометировала баронессу, чтобы той пришлось согласиться на замужество. Леди Мэри была одной из особ, приближённых к Якову I, и была у его смертного одра в 1625 году. В 1628 году она потеряла сына Джорджа, причём на новость о его убийстве отреагировала бесстрастно. В 1630 году умер и младший сын графини, Кристофер. Сама леди Мэри умерла в 1632 году и была похоронена в Вестминстерском аббатстве. Известно, что с начала 1620-х годов она была католичкой из-за влияния иезуита Джона Перси.
В молодости леди Мэри считалась красавицей, но её манеры находили дурными. Графиня всегда была непопулярна из-за своих амбиций и жадности.

## Память
Леди Мэри стала одним из центральных персонажей художественного мини-сериала «Мэри и Джордж», вышедшего на экраны в 2024 году. Её сыграла Джулианна Мур.